# ملكوت هذه الأرض
ملكوت هذه الأرض رواية للروائية اللبنانية هدى بركات. صدرت الرواية لأوّل مرة عام 2012 عن دار الآداب للنشر والتوزيع في بيروت. ودخلت في القائمة الطويلة للجائزة العالمية للرواية العربية لعام 2013، المعروفة باسم «جائزة بوكر العربية».

## حول الرواية
تروي الكاتبة اللبنانية «هدى بركات» في هذه الرواية حكاية تبدأ أحداثها في العشرينيات من القرن العشرين لتصل عند عتبة الحرب الأهلية اللبنانبة التي اندلت في السبعينيات. بين الخرافة والوقائع المدوّنة بروح الحكاية الشعبية لتاريخ منطقتهم، تعيش شخصيات عائلة «المزوقية» في مرتفعات لبنان الشمالية حيث «يتحصن» هؤلاء الموارنة من أعدائهم الكثر، القريبين والبعيدين، وحيث تقوم الحروب، الداخلية وتلك التي عصفت بالبلاد على مدى القرن الآنف ذكره. ورغم المتغيرات الجسيمة التي لحقت بتفاصيل حياتهم، ظل أفراد هذه العائلة كأنهم لم يتأثروا بها، ولا بتلك التي نتجت عن الحرب. رواية «ملكوت هذه الأرض» ليست رواية تاريخية، وليس لمسارات شخصياتها أية صفة تمثيلية.